# Església de l'Assumpció de Traiguera
L'església de l'Assumpció de Traiguera, d'estil renaixentista, és un temple catòlic situat al centre de la població i seu d'una parròquia del bisbat de Tortosa. ha estat qualificada com a Bé de Rellevància Local amb la categoria de Monument d'Interès Local.

## Història
Poc se sap de la primitiva església que degué construir-se durant el segle xiii, el més segur és que fou un temple senzill, dels anomenats de conquesta, d'estil gòtic amb pervivències romàniques. En 1374 el Consell demana la seva ampliació i en el segle xv torna a ampliar-se.
El 10 d'abril de 1400 es contracta a Bartomeu Duran, mestre d'obres de Sant Mateu per construir la torre campanar, que es finalitzà el 5 de maig de 1403. Martí de Viciana avança el començament al dia 21 de febrer de 1393. En el segle xvii es fa més alt.
L'actual temple es va finalitzar l'any 1622, però sense el tram dels peus de la nau, que es va tancar amb una paret on es veu el començament dels arcs formers i una senzilla porta, que es reaprofità de l'antic temple.
De l'any 2000 al 2006 s'efectuen obres de restauració del campanar. A finals de 2002, per caigudes puntuals del cobriment de les voltes, esquerdes i humitats visibles a les parets i les voltes, la Generalitat Valenciana decidí realitzar unes obres de consolidació i restauració, que es van efectuar durant 2003.

## Arquitectura

### Estructura
Església de planta rectangular amb una nau coberta de volta de creueria amb tercelets, rematada per claus decorades amb motius florals i la traiga, símbol que apareix a l'escut de la població, amb capelles laterals entre contraforts oberts formant un pas lateral a cada costat, i un absis vuitavat amb una volta estrellada.
Ofereix un interessant exemple de simbiosi, amb una volta de creueria provinent de la tradició gòtica, sustentada per un sistema d'arcs formers de mig punt i pilastres, estreps i entaulaments classicistes.
A més a més, s'ha d'afegir la intervenció barroca en les voltes, amb un revestiment d'esgrafiats amb una traça molt acurada. Obra de gran interès per l'originalitat de la tècnica utilitzada, en la qual se serveix del guix com a aglomerant.

### Façana
La porta principal està al costat de l'Epístola, als peus de la nau, entre dos contraforts. Dues columnes dòriques exemptes amb fust llis i èntasi, sobre pedestal, emmarquen una porta de mig punt. Al damunt, un frontó circular partit deixa espai a una fornícula apetxinada, on està col·locada una imatge de la Mare de Déu, coronada per un altre frontó triangular partit.
Als peus de la nau s'obri una porta adovellada amb una fulla de traceria gòtica.

### Campanar
El campanar és de planta octagonal amb quatre cossos. El primer cos és massís, buidat part del seu volum en els primers 6 metres, en el segle xvii, per a possibilitar la continuïtat de les capelles laterals. Adossada exteriorment al parament es troba una escala de cargol que permet l'accés a dues sales també adossades al basament de la torre. De la sala superior s'accedeix al segon cos, el cos de les campanes original del segle xv, amb obertures de diferents amplàries de mig punt paredades en fer-se l'ampliació i cobert amb una volta de creueria estelada amb els nervis carregats sobre mènsules de talla cònica i una clau central decorada. D'aquest cos, una escala de cargol adossada a un costat permet l'accés al tercer cos, el cos de les campanes actual construït al mateix temps que l'església. Aquest cos està format per vuit obertures de mig punt amb els arcs motllurats i unes menudes impostes, emmarcats els buits per pilastres amb capitells dòrics, i coberta aquesta sala amb cúpula de maons. El quart cos és un edicle de menor perímetre, amb vuit obertures, decorat exteriorment amb una corona que envolta la cornisa inferior i volutes carregades a les arestes, cobert el templet amb lloses corbes decorades amb escates i un pinacle rematat per una creu.

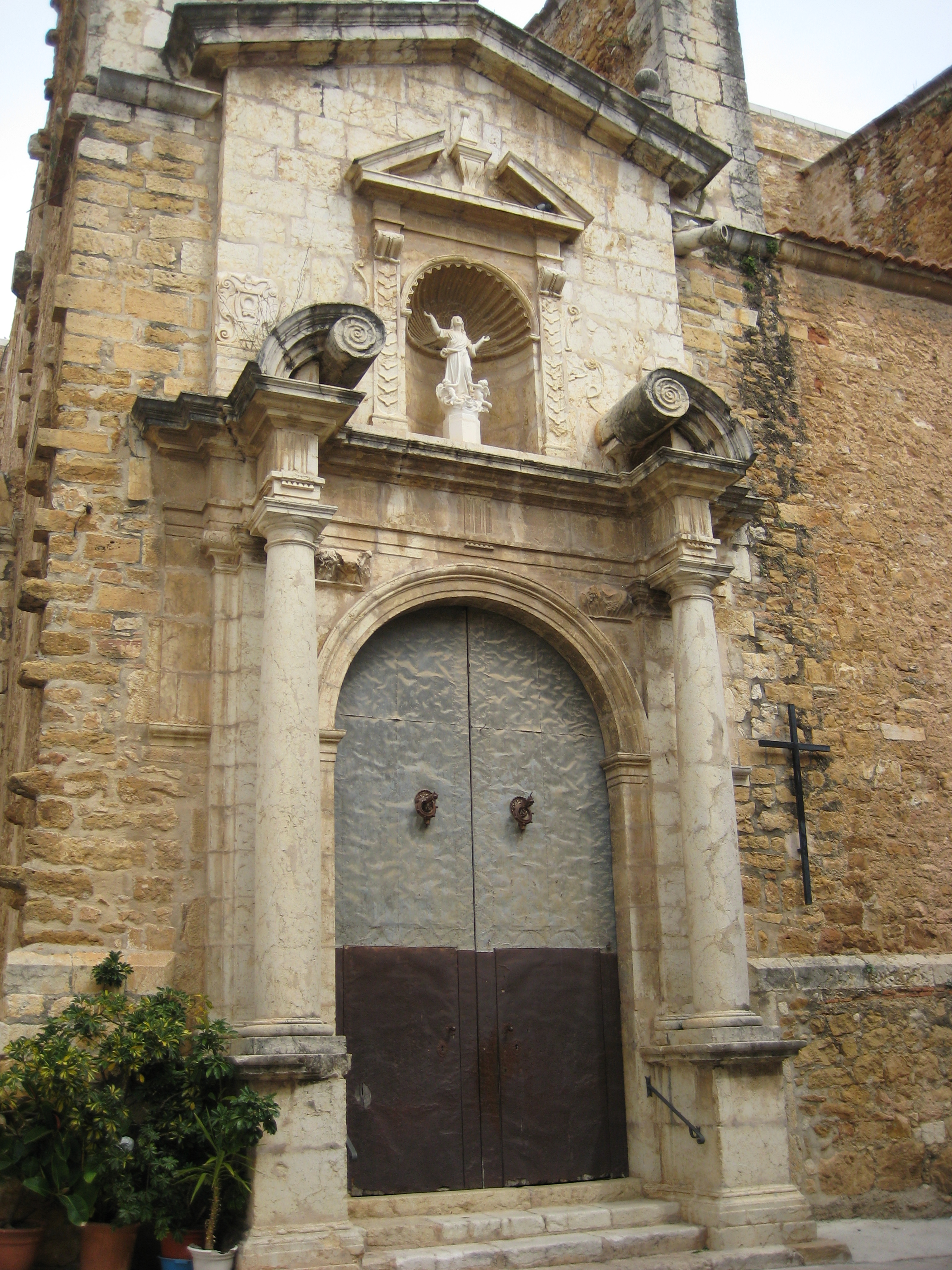
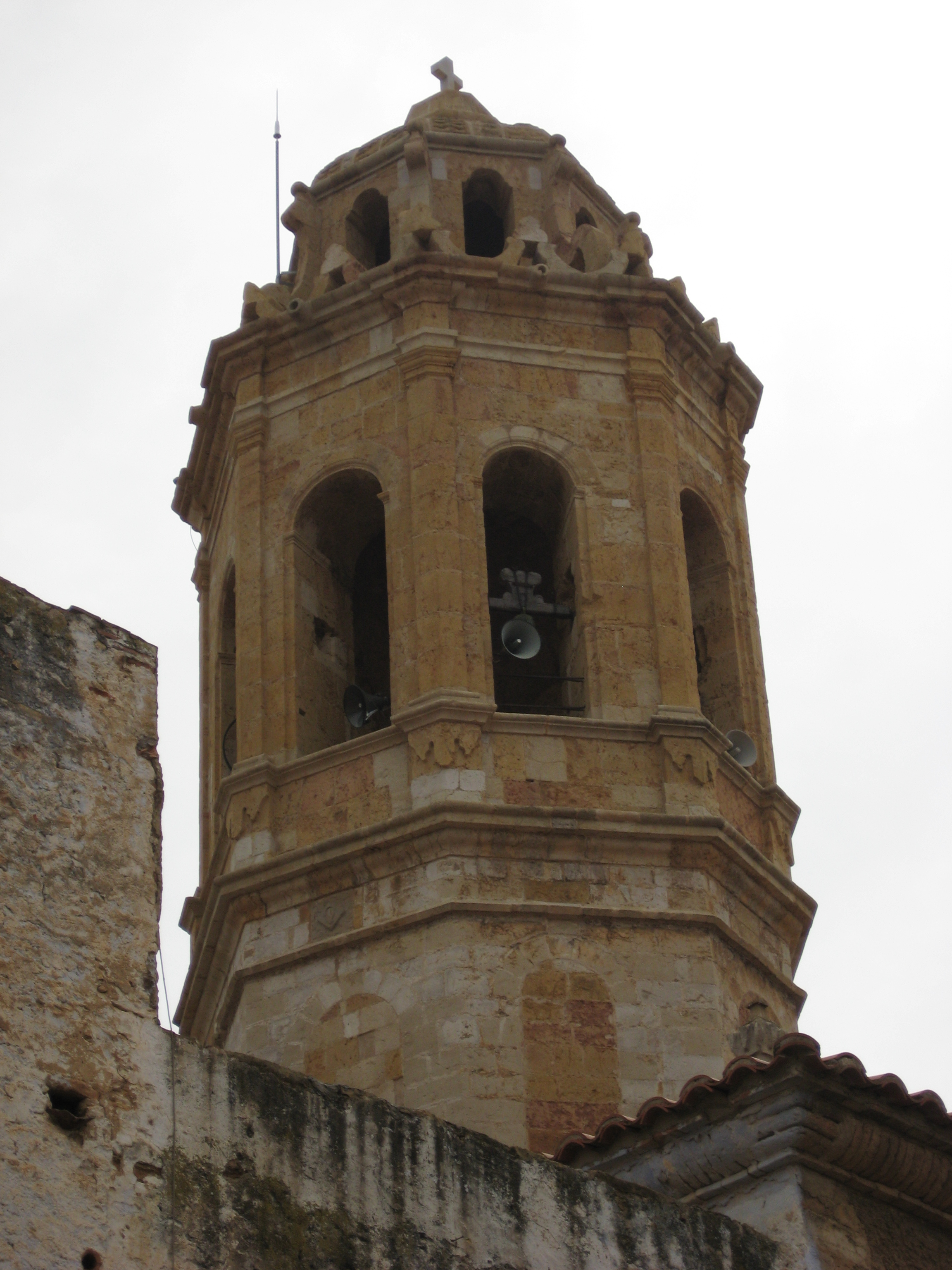
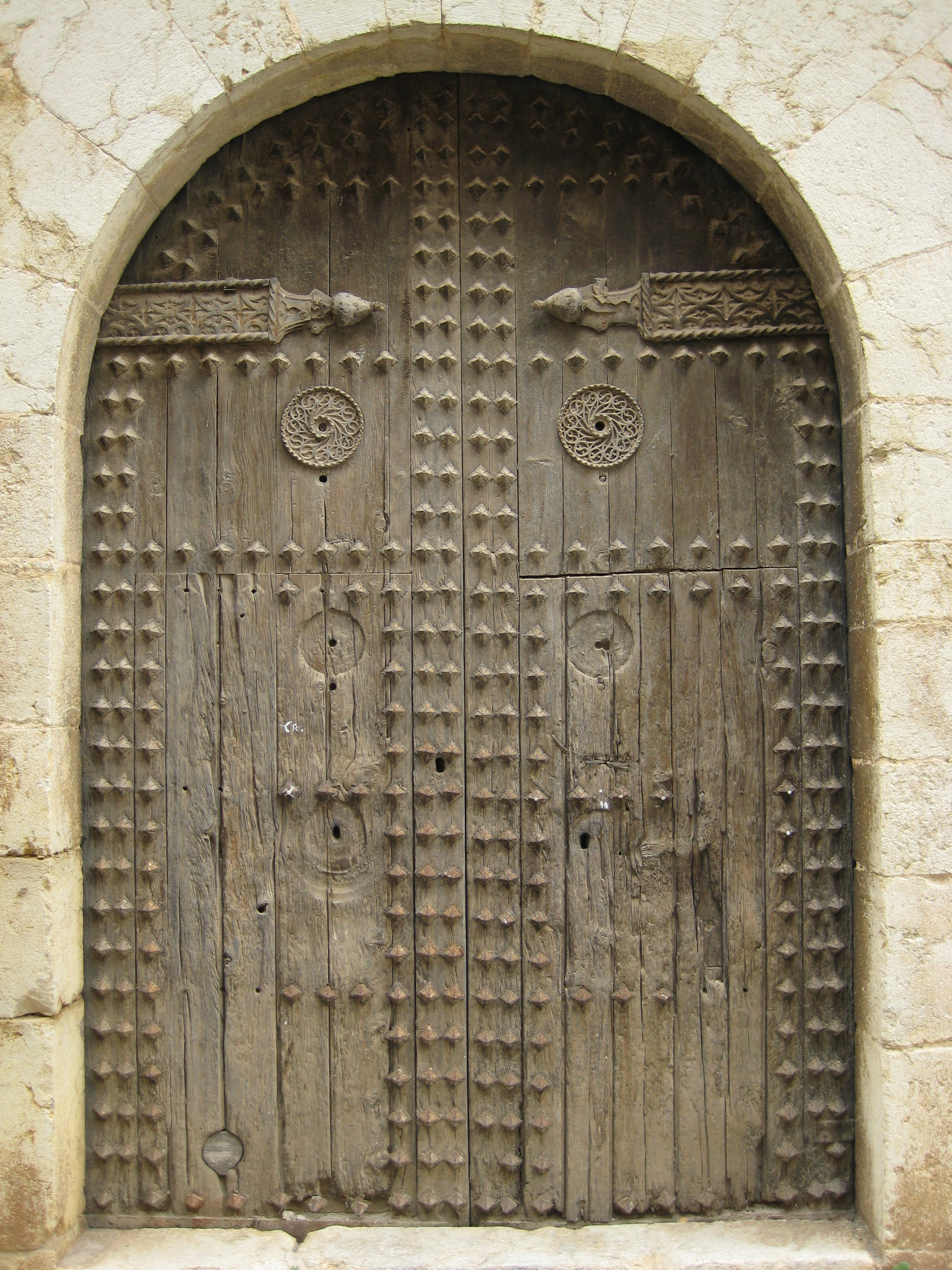

- Portada
- Campanar
- Porta gòtica

## Museu parroquial
El Museu conté diverses peces de gran valor artístic, sobretot orfebreria religiosa. Les primeres peces foren incorporades per Ramon Pastor, rector, que formà part de la Cort de Benet XIII.
- Copó d'Avinyó, d'argent sobredaurat, fet a finals del segle xiv en tallers provençals, punxó d'Avinyó.
- Creu Processional del «Papa Luna», d'argent sobredaurat i cristall de roca, realitzada a finals del segle xiv en tallers francesos.
- Tapes d'evangeliari, d'argent repujat i cisellat, de finals del segle xiv, amb punxó de Perpinyà.
- Calze d'argent sobredaurat i esmaltat, fet a finals del segle xiv en tallers catalans, amb punxó de Barcelona.
- Arqueta renaixentista d'ivori del segle xv, dels tallers venecians d'Embriachi el Vell, decorada amb escenes mitològiques i de la vida quotidiana.
- Ostentori-Custòdia o custòdia-arqueta, d'argent i argent sobredaurat, feta en 1415 per l'orfebre Joan Olcina, amb punxó de Sant Mateu.[13]
- Creu Processional Major, d'argent sobredaurat, burinada i repussada, feta en 1419 per Bernat Santalínea, de Morella.
- Creu Processional Menor, d'argent sobredaurat, datada en 1490 i atribuïda a Joan Santalínea, de Morella.